# Cão-pastor-italiano
O cão-pastor-italiano é uma raça de cão de tipo lupóide e pelagem mais comumente preta.

## Características
Possui orelhas eretas, com o característica do dedo que tende a dobrar-se ligeiramente para dentro. O corpo é longo, com poderoso quarto traseiro; o comprimento do tronco deve ser 30% mais longo do que a altura. Os machos possuem entre 62 - 70 cm na cernelha, e peso de 35 - 45 kg. As cores de pelagem incluem preto, fulvo e creme.
Outra característica é o crescimento lento: o amadurecimento ocorre para os machos em torno de 4 anos de idade.

## História
A raça possui origem antiga e desconhecida. Em 1975, Piero Accettella notou que em algumas regiões da Itália havia um cão preto de aspecto lupóide e porte médio, que era usado para trabalhar com o gado. E passou a estudar, pesquisar, criar e selecionar estes cães ao longo da década de 1990.
Em 1997, o primeiro e atual padrão oficial da raça foi estabelecido, e a raça foi reconhecida pela Associazione Nazionale Cinofilia Italiana (ANCI).